# Цзюйцюй
Цзюйцюй, цзюйкюй (кит. 沮渠) — древний хуннский род, правивший в царстве Северная Лян (397—439; 442—460).

## Происхождение
Цзюйцюй представляли собой один из древних хуннских родов. В отношении хуннов существуют монгольская, тюркская, енисейская и другие версии происхождения.

## История

### Северная Лян
Хуннский род Цзюйцюй правил в царстве Северная Лян. Первым из рода Цзюйцюев на престол Северной Лян взошёл Цзюйцюй Мэнсюнь (Мэнсунь) после того, как он сверг Дуань Е, первого правителя царства.
Цзюйцюй Мэнсунь происходил из хусцев, живших по реке Лушуй в уезде Линьсун в округе Чжанъе. У сюнну существовали должности левого и правого цзюйцюев, и предки Мэнсуня занимали эти должности. Должности левого и правого цзюйцюев занимали представители знатного рода Бу. Мэнсунь сделал название должности своей фамилией, поставив перед ней слово «великий». Его предки из поколения в поколение жили по реке Лушуй и являлись вождями. Прапрадед Мэнсуня Хуэйчжунгуй и прадед Чжэ отличались мужеством и пользовались репутацией храбрецов. Дед Цифуянь был возведен в титул Диди-вана, а отец Мэнсуня Фахун наследовал этот титул.
В 414 году Южная Лян была захвачена войсками царства Западная Цинь. Мэнсунь воспользовался разгромом Южной Лян и совершил поход на восток, где вытеснил сяньбийцев Западной Цинь из захваченных ими земель Южной Лян. Его отсутствием решил воспользоваться царь Западной Лян, Ли Синь. Однако в 420 году он был разбит вернувшимся из восточного похода Мэнсунем и пал в бою. В итоге земли Западной Лян вошли в состав царства Мэнсуня.
Мудрая и трезвая политика создала Мэнсуню такой авторитет, что ему без войны подчинилась китайская колония в Турфанском оазисе — Гаочан. Объединив, таким образом, все Принаньшанье, Мэнсунь принял новое название для своего владения — Хэси (в монголизированной форме — Хашин).
В 433 году Мэнсунь тяжело заболел и на престол взошёл его сын Цзюйцюй Муцзянь (Мугянь). Во время правления Муцзяня Северная Лян в 439 году пала под натиском войск тобаской империи Северная Вэй. Братья Муцзяня, Ухой и Аньчжоу, отступили в Дуньхуан.

### Хунну в Гаочане
В 442 году Ухой занял Гаочан и основал новое хуннское княжество. В 444 году Ухой умер, оставив престол восстановленного им княжества своему брату и сподвижнику Аньчжоу, который княжил до 460 года. В 460 году государство прекратило существование после захвата жужаньскими войсками.